# Varzim Sport Clube 2007-2008

## Rosa
| N. |                       | Ruolo | Calciatore       |
| -- | --------------------- | ----- | ---------------- |
| 1  | Portogallo (bandiera) | P     | José Marafona    |
| 2  | Portogallo (bandiera) | D     | Luís Neto        |
| 3  | Portogallo (bandiera) | D     | Alexandre        |
| 4  | Portogallo (bandiera) | D     | Nuno Gomes       |
| 5  | Brasile (bandiera)    | D     | Telmo            |
| 6  | Portogallo (bandiera) | C     | Tito             |
| 7  | Portogallo (bandiera) | C     | Emanuel          |
| 8  | Portogallo (bandiera) | C     | Ricardo Malafaia |
| 10 | Brasile (bandiera)    | C     | Marco Cláudio    |
| 11 | Portogallo (bandiera) | A     | Marco Matias     |
| 12 | Portogallo (bandiera) | P     | Ricardo Matos    |

| N. |                       | Ruolo | Calciatore    |
| -- | --------------------- | ----- | ------------- |
| 13 | Portogallo (bandiera) | D     | Ruben         |
| 14 | Portogallo (bandiera) | A     | Yazalde       |
| 15 | Portogallo (bandiera) | C     | Campinho      |
| 17 | Portogallo (bandiera) | C     | Nuno Rocha    |
| 19 | Capo Verde (bandiera) | C     | Fredson       |
| 20 | Portogallo (bandiera) | D     | Nuno Ribeiro  |
| 21 | Portogallo (bandiera) | A     | Marco Postiga |
| 22 | Portogallo (bandiera) | C     | Pedro Santos  |
| 23 | Portogallo (bandiera) | A     | Bruno Moreira |
| 24 | Portogallo (bandiera) | P     | Rui Barbosa   |